# سلالة قمرية
السلالة القمرية أو السلالة الفضية أو سلالة بورو (أدتس: Candravaṃśa) هو منزل رئيسي أسطوري من طبقة النخبة الحاكمة والعسكرية (الكشاتريا)، أو الطبقة الحاكمة للمحارب المذكورة في النصوص الهندية القديمة. قيل أن هذه السلالة الأسطورية تنحدر من آلهة مرتبطة بالقمر (سوما أو القمر).